# دورگه پرندگان شکارشونده
دورگه‌های پرندگان شکارشونده، نتیجه تلاقی گونه‌های پرندگان شکارشونده از جمله مرغابی‌ها با یکدیگر و با ماکیان اهلی هستند. دورگه‌های این گونه‌ها ممکن است گاهی به‌طور طبیعی در طبیعت یا معمولاً از طریق مداخله عمدی یا سهوی انسان‌ها ایجاد شوند.
چارلز داروین دورگه‌های پرندگان شکارشونده و مرغان اهلی را در کتاب تنوع حیوانات و گیاهان تحت اهلی کردن توصیف کرد:
آقای هویت، که تجربه زیادی در تقابل خروس-قرقاول اهلی با پرندگان متعلق به پنج نژاد داشته‌است، شخصیت همه «وحشی‌های خارق‌العاده» را بیان می‌کند (۱۳/۴۲. «کتاب ماکیان» نوشته تگت مایر ۱۸۶۶ صفحه ۱۶۵، ۱۶۷.); اما من خودم یک استثنا از این قاعده دیده‌ام. آقای SJ Salter (13/43. "بازبینی تاریخ طبیعی" آوریل ۱۸۶۳، صفحه ۲۷۷) که تعداد زیادی از دورگه‌ها را از یک مرغ بانتام توسط مرغ جنگلی خاکستری پرورش داد، بیان می‌کند که "همه به شدت وحشی بودند." دورگه‌های نر کاملاً عقیم از قرقاول و ماده به همین شیوه عمل می‌کنند، «آن‌ها از تماشای ترک مرغ‌ها از لانه‌هایشان لذت می‌برند، و به خود مشغول شدن یک مرغ نشسته.» (۱۳/۵۷. 'باغبان کلبه' ۱۸۶۰ صفحه ۳۷۹) [. . .] آقای هویت به عنوان یک قانون کلی در مورد پرندگان می‌گوید که تلاقی نژاد باعث افزایش اندازه آنها می‌شود. او این اظهار نظر را پس از بیان اینکه دورگه‌های قرقاول و مرغ به‌طور قابل توجهی از هر یک از اجداد بزرگ‌تر هستند، بیان می‌کند: بنابراین، باز هم دورگه‌های قرقاول طلایی نر و قرقاول معمولی ماده "بسیار بزرگ‌تر از هر یک از پرندگان والدین هستند." (۱۷/۳۹. همان ۱۸۶۶ صفحه 167; and 'Poultry Chronicle' جلد ۳ ۱۸۵۵ صفحه 15.)"

## دورگه قرقاول و سیاه‌خروس

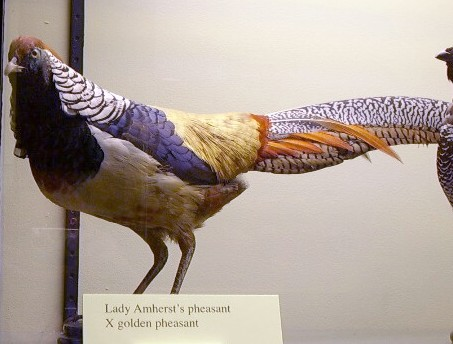
دورگه‌ای از قرقاول لیدی آمهرست × قرقاول طلایی، موزه روچیلد، ترینگ

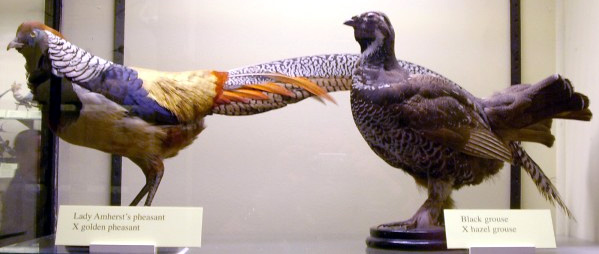
دورگه قرقاول (سمت چپ) و دورگه باقرقره سیاه × باقرقره فندقی (راست)، موزه روچیلد، ترینگ

دورگه‌های بین گونه‌های «زینتی» قرقاول‌ها به دست آمده‌است مانند قرقاول‌های لیدی امهرست، نقره‌ای و ریوز.
دورگه‌های قرقاول طبیعی و سیاه‌خروس گزارش شده‌است:
- باقرقره جنگلی یا ستبرخروس اوراسیایی (Tetrao urogallus) و سیاه‌خروس سیاه (Tetrao tetrix) در بریتانیا[۱]
- تیره‌خروس‌ها (Dendragapus obscurus) و قرقاول معمولی (Phasianus colchicus) در نزدیکی پورتلند، اورگان، ایالات متحده[۲]
- باقرقره دم‌تیز (Tympanuchus phasianellus) و چمن‌خروس (Tympanuchus cupido)[۳]
- باقرقره پرپای بیدی (Lagopus lagopus) و سیاه‌خروس کانادایی (Falcipennis canadensis)[۴]

## دورگه مرغ‌ها

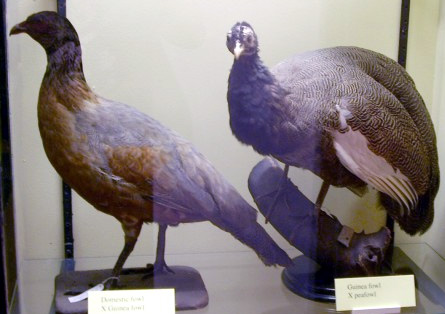
دورگه مرغ خانگی × مرغ شاخدار (سمت چپ) و دورگه مرغ گینه × طاووس (راست)، موزه روچیلد، ترینگ

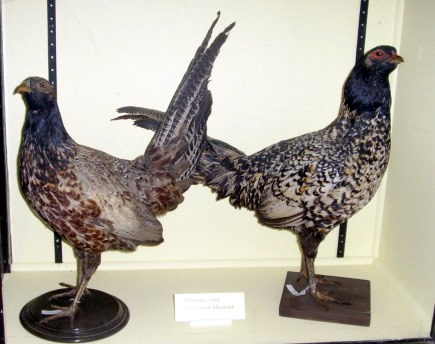
دو پرنده دورگه بین مرغ و قرقاول معمولی، موزه روچیلد، ترینگ

طاووس (نام علمی: Pavo cristatus) از آسیا و مرغ شاخدار (نام علمی: Numida meleagris) از آفریقا تلاقی داده شده‌است.

## دورگه اردک‌ها

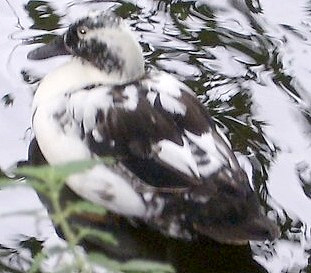
دورگه مرغابی سرسبز × مرغابی مسکووی

مرغابی‌های دورگه از سردهٔ دریانشین شامل پرندگانی هستند که آمیخته‌ای از اردک سیاه‌کاکل، اردک سرحنایی، اردک سرسیاه، اردک بلوطی و اردک گردن‌طوقی هستند.
فهرست دورگه‌های اردک‌ها:
- فیلوش شمالی × مرغابی سرسبز
- اردک گلگون × اردک سرسفید
- آنقوت × تنجه
- اردک سوت‌زن اردک سوت‌زن رخ‌سفید × اردک سوت‌زن پردار
- خوتکای بایکال × فیلوش شمالی
- اردک ماهی‌خوار کلاهدار × اردک ماهی‌خوار سفید
- گیلار اوراسیایی × گیلار آمریکایی
- مرغابی سرسبز × اردک خاکستری، زیرگونه‌ای از مرغابی سیاه آرام.

## دورگه غازها

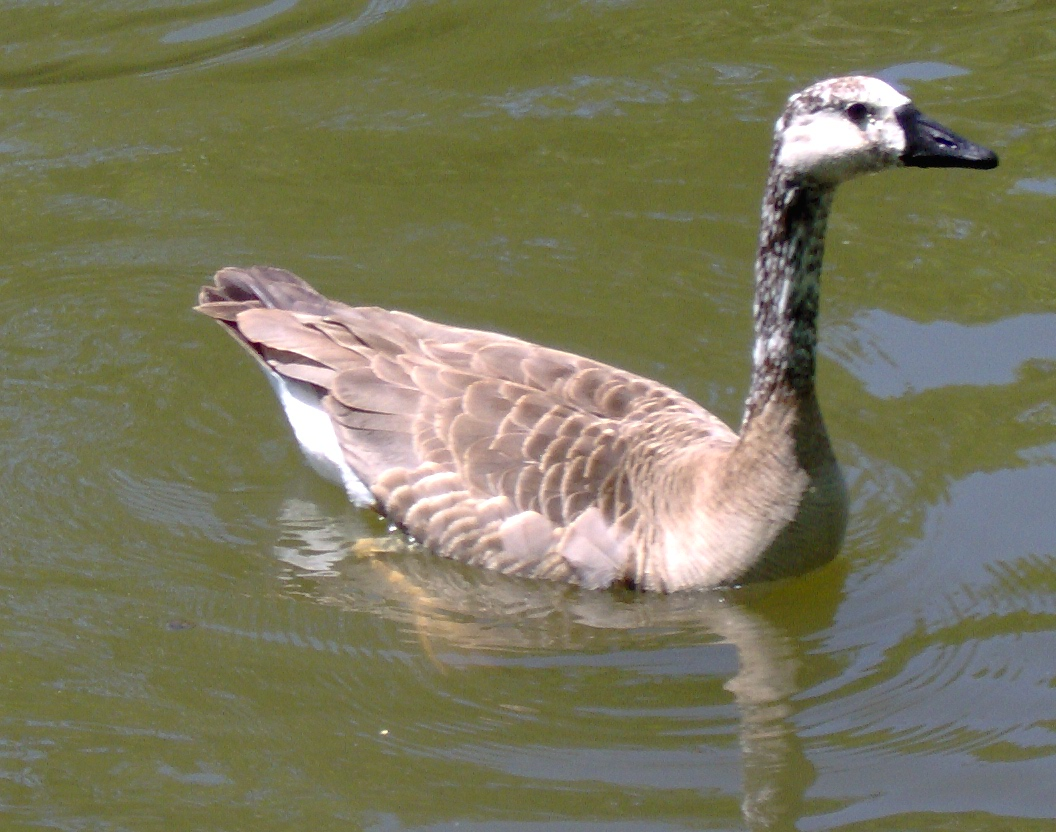
دورگه بین غاز خانگی و غاز کانادایی.

دورگه‌های غاز عبارتند از: غاز کانادایی × غاز خاکستری، غاز کانادایی × غاز اهلی، غاز امپراتور × غاز کانادایی، عروس‌غاز × غاز کانادایی، غاز کانادایی × غاز پیشانی سفید بزرگ و غاز گونه‌سفید × غاز کانادایی.